# Gonadotropina kosmówkowa

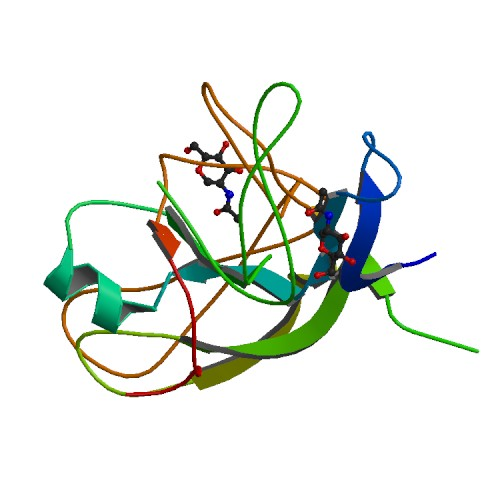
Model wstążkowy struktury gonadotropiny kosmówkowej

Gonadotropina kosmówkowa (ang. chorionic gonadotropin, CG) (ATC: G 03 GA 01) – hormon zwierzęcy z grupy gonadotropin produkowany w trakcie ciąży przez zarodek (konkretnie syncytiotrofoblast), a potem przez łożysko. Zadaniem gonadotropiny kosmówkowej jest utrzymywanie funkcji ciałka żółtego, struktury, która powstaje w jajniku w miejscu uwolnienia komórki jajowej, a potem podtrzymywanie produkcji progesteronu. 
Ludzka gonadotropina kosmówkowa (ang. human chorionic gonadotropin, hCG). Forma dimeryczna hCG złożona jest z podjednostek alfa i beta, które krążą w surowicy również pojedynczo. Podjednostki alfa zwykle oznaczane są α-hCG, alfa-hCG lub a-hCG, natomiast beta jako β-hCG, beta-hCG lub b-hCG. 
Największe wydzielanie ludzkiej gonadotropiny łożyskowej przypada na 10. tydzień ciąży (licząc od pierwszego dnia ostatniej miesiączki) i w następnych tygodniach zaczyna się zmniejszać. Poczynając od 14. tygodnia ciąży aż do dnia porodu zawartość hCG we krwi matki jest kilkakrotnie mniejsza w porównaniu z zawartością w 10. tygodniu ciąży. Pod wpływem hCG ciałko żółte ciążowe wzrasta i wydziela progesteron. Zmniejszeniu wydzielania hCG towarzyszy stopniowe zanikanie ciałka żółtego ciążowego w jajniku. We wczesnej ciąży monitorowany jest poziom βhCG i czas jego podwajania. Według jednego z badań początkowym okresie (10-20 dni od owulacji) ten czas to średnio niecałe półtorej doby (z odchyleniem standardowym 0,40 doby), w drugim okresie (21-30 dni od owulacji) wydłuża się do około 2,5 doby, przy czym jest bardzo zróżnicowany, zwłaszcza u kobiet z indukowaną owulacją, z odchyleniem standardowym dłuższym niż 3 doby, a po miesiącu od owulacji przekracza już średnio 7 dób, z odchyleniem standardowym poniżej 7 dób. W ciążach mnogich zwykle jest nieco krótszy, choć różnica nie jest istotna statystycznie.
Oznaczanie obecności gonadotropiny hCG w moczu lub krwi kobiety jest metodą wykorzystywaną w testach ciążowych. Czuły test na ludzką gonadotropinę kosmówkową (hCG), tak zwaną próbę antronową, opracował Howard Beard. Hormon ten daje się wykrywać standardowymi testami od 6 do 12 dnia po zapłodnieniu.
hCG jest związkiem produkowanym wyłącznie przez komórki trofoblastu w ciąży oraz przez komórki niektórych nowotworów złośliwych różnego pochodzenia, na przykład ciążowej choroby trofoblastycznej i nowotworu zarodkowego. W takich wypadkach może być markerem zmian chorobowych zarówno u kobiet, jak i u mężczyzn. W ciąży pozamacicznej wzrost poziomu βhCG jest na samym początku wolniejszy niż w normalnej ciąży, a kolejnym etapie (21-30 dni po owulacji) jest bardzo zmienny u różnych kobiet, co średnio daje spadek zamiast wzrostu, następnie zaś znowu jest powolny. W ciążach zakończonych poronieniem wzrost poziomu βhCG jest bardzo różny, często wolniejszy niż w ciążach normalnych lub ujemny, ale czasem nieodbiegający od wzoru typowego dla ciąż donoszonych.
hCG jest słabym agonistą tyreotropiny, przez co może wywoływać tyreotoksykozę ciążową – stan ustępujący najczęściej samoistnie.